# 萊熱萊克 (密蘇里州)
萊熱萊克（英語：Leisure Lake）是位於美國密蘇里州格蘭迪縣的普查規定居民點。

## 人口
根據2020年美國人口普查的數據，萊熱萊克的面積為3.79平方千米，當中陸地面積為3.60平方千米，而水域面積為0.19平方千米。當地共有人口166人，而人口密度為每平方千米43.8人。